# Pont de Santa Llúcia
El pont de Santa Llúcia és un pont de Guissona (Segarra) que forma part de l'Inventari del Patrimoni Arquitectònic de Catalunya.

## Descripció
És una construcció de pedra formada per filades de carreus molt ben escairats amb una obertura d'arc de mig punt dovellada de 4 m. d'amplada. El pont té una gran barana de pedra d'uns 70 cm d'alçada que el delimita a banda i banda, així com una sèrie de pilons que es troben molt erosionats. La boca d'aquest pont ha quedat totalment obstruïda per matolls, deixalles i restes de la pròpia construcció, que denota l'abandó que ha sofert en els últims temps.

## Història
Aquest pont es construí per salvar un desnivell de la que havia de ser la línia fèrria que comuniqués Cervera amb Guissona, però per problemees econòmics de la companyia, les obres es van paralitzar i el pont va quedar en desús.